# 1447
Portal Geschichte | Portal Biografien | Aktuelle Ereignisse | Jahreskalender | Tagesartikel

◄ |
14. Jahrhundert |
15. Jahrhundert
| 16. Jahrhundert | ►

◄ |
1410er |
1420er |
1430er |
1440er
| 1450er | 1460er | 1470er | ►

◄◄ |
◄ |
1443 |
1444 |
1445 |
1446 |
1447
| 1448 | 1449 | 1450 | 1451 | ► | ►►
Staatsoberhäupter  · Nekrolog
| Januar | Januar | Januar | Januar | Januar | Januar | Januar | Januar |
| Kw     | Mo     | Di     | Mi     | Do     | Fr     | Sa     | So     |
| ------ | ------ | ------ | ------ | ------ | ------ | ------ | ------ |
| 52     |        |        |        |        |        |        | 1      |
| 1      | 2      | 3      | 4      | 5      | 6      | 7      | 8      |
| 2      | 9      | 10     | 11     | 12     | 13     | 14     | 15     |
| 3      | 16     | 17     | 18     | 19     | 20     | 21     | 22     |
| 4      | 23     | 24     | 25     | 26     | 27     | 28     | 29     |
| 5      | 30     | 31     |        |        |        |        |        |

| Februar | Februar | Februar | Februar | Februar | Februar | Februar | Februar |
| Kw      | Mo      | Di      | Mi      | Do      | Fr      | Sa      | So      |
| ------- | ------- | ------- | ------- | ------- | ------- | ------- | ------- |
| 5       |         |         | 1       | 2       | 3       | 4       | 5       |
| 6       | 6       | 7       | 8       | 9       | 10      | 11      | 12      |
| 7       | 13      | 14      | 15      | 16      | 17      | 18      | 19      |
| 8       | 20      | 21      | 22      | 23      | 24      | 25      | 26      |
| 9       | 27      | 28      |         |         |         |         |         |

| März | März | März | März | März | März | März | März |
| Kw   | Mo   | Di   | Mi   | Do   | Fr   | Sa   | So   |
| ---- | ---- | ---- | ---- | ---- | ---- | ---- | ---- |
| 9    |      |      | 1    | 2    | 3    | 4    | 5    |
| 10   | 6    | 7    | 8    | 9    | 10   | 11   | 12   |
| 11   | 13   | 14   | 15   | 16   | 17   | 18   | 19   |
| 12   | 20   | 21   | 22   | 23   | 24   | 25   | 26   |
| 13   | 27   | 28   | 29   | 30   | 31   |      |      |

| April | April | April | April | April | April | April | April |
| Kw    | Mo    | Di    | Mi    | Do    | Fr    | Sa    | So    |
| ----- | ----- | ----- | ----- | ----- | ----- | ----- | ----- |
| 13    |       |       |       |       |       | 1     | 2     |
| 14    | 3     | 4     | 5     | 6     | 7     | 8     | 9     |
| 15    | 10    | 11    | 12    | 13    | 14    | 15    | 16    |
| 16    | 17    | 18    | 19    | 20    | 21    | 22    | 23    |
| 17    | 24    | 25    | 26    | 27    | 28    | 29    | 30    |

| Mai | Mai | Mai | Mai | Mai | Mai | Mai | Mai |
| Kw  | Mo  | Di  | Mi  | Do  | Fr  | Sa  | So  |
| --- | --- | --- | --- | --- | --- | --- | --- |
| 18  | 1   | 2   | 3   | 4   | 5   | 6   | 7   |
| 19  | 8   | 9   | 10  | 11  | 12  | 13  | 14  |
| 20  | 15  | 16  | 17  | 18  | 19  | 20  | 21  |
| 21  | 22  | 23  | 24  | 25  | 26  | 27  | 28  |
| 22  | 29  | 30  | 31  |     |     |     |     |

| Juni | Juni | Juni | Juni | Juni | Juni | Juni | Juni |
| Kw   | Mo   | Di   | Mi   | Do   | Fr   | Sa   | So   |
| ---- | ---- | ---- | ---- | ---- | ---- | ---- | ---- |
| 22   |      |      |      | 1    | 2    | 3    | 4    |
| 23   | 5    | 6    | 7    | 8    | 9    | 10   | 11   |
| 24   | 12   | 13   | 14   | 15   | 16   | 17   | 18   |
| 25   | 19   | 20   | 21   | 22   | 23   | 24   | 25   |
| 26   | 26   | 27   | 28   | 29   | 30   |      |      |

| Juli | Juli | Juli | Juli | Juli | Juli | Juli | Juli |
| Kw   | Mo   | Di   | Mi   | Do   | Fr   | Sa   | So   |
| ---- | ---- | ---- | ---- | ---- | ---- | ---- | ---- |
| 26   |      |      |      |      |      | 1    | 2    |
| 27   | 3    | 4    | 5    | 6    | 7    | 8    | 9    |
| 28   | 10   | 11   | 12   | 13   | 14   | 15   | 16   |
| 29   | 17   | 18   | 19   | 20   | 21   | 22   | 23   |
| 30   | 24   | 25   | 26   | 27   | 28   | 29   | 30   |
| 31   | 31   |      |      |      |      |      |      |

| August | August | August | August | August | August | August | August |
| Kw     | Mo     | Di     | Mi     | Do     | Fr     | Sa     | So     |
| ------ | ------ | ------ | ------ | ------ | ------ | ------ | ------ |
| 31     |        | 1      | 2      | 3      | 4      | 5      | 6      |
| 32     | 7      | 8      | 9      | 10     | 11     | 12     | 13     |
| 33     | 14     | 15     | 16     | 17     | 18     | 19     | 20     |
| 34     | 21     | 22     | 23     | 24     | 25     | 26     | 27     |
| 35     | 28     | 29     | 30     | 31     |        |        |        |

| September | September | September | September | September | September | September | September |
| Kw        | Mo        | Di        | Mi        | Do        | Fr        | Sa        | So        |
| --------- | --------- | --------- | --------- | --------- | --------- | --------- | --------- |
| 35        |           |           |           |           | 1         | 2         | 3         |
| 36        | 4         | 5         | 6         | 7         | 8         | 9         | 10        |
| 37        | 11        | 12        | 13        | 14        | 15        | 16        | 17        |
| 38        | 18        | 19        | 20        | 21        | 22        | 23        | 24        |
| 39        | 25        | 26        | 27        | 28        | 29        | 30        |           |

| Oktober | Oktober | Oktober | Oktober | Oktober | Oktober | Oktober | Oktober |
| Kw      | Mo      | Di      | Mi      | Do      | Fr      | Sa      | So      |
| ------- | ------- | ------- | ------- | ------- | ------- | ------- | ------- |
| 39      |         |         |         |         |         |         | 1       |
| 40      | 2       | 3       | 4       | 5       | 6       | 7       | 8       |
| 41      | 9       | 10      | 11      | 12      | 13      | 14      | 15      |
| 42      | 16      | 17      | 18      | 19      | 20      | 21      | 22      |
| 43      | 23      | 24      | 25      | 26      | 27      | 28      | 29      |
| 44      | 30      | 31      |         |         |         |         |         |

| November | November | November | November | November | November | November | November |
| Kw       | Mo       | Di       | Mi       | Do       | Fr       | Sa       | So       |
| -------- | -------- | -------- | -------- | -------- | -------- | -------- | -------- |
| 44       |          |          | 1        | 2        | 3        | 4        | 5        |
| 45       | 6        | 7        | 8        | 9        | 10       | 11       | 12       |
| 46       | 13       | 14       | 15       | 16       | 17       | 18       | 19       |
| 47       | 20       | 21       | 22       | 23       | 24       | 25       | 26       |
| 48       | 27       | 28       | 29       | 30       |          |          |          |

| Dezember | Dezember | Dezember | Dezember | Dezember | Dezember | Dezember | Dezember |
| Kw       | Mo       | Di       | Mi       | Do       | Fr       | Sa       | So       |
| -------- | -------- | -------- | -------- | -------- | -------- | -------- | -------- |
| 48       |          |          |          |          | 1        | 2        | 3        |
| 49       | 4        | 5        | 6        | 7        | 8        | 9        | 10       |
| 50       | 11       | 12       | 13       | 14       | 15       | 16       | 17       |
| 51       | 18       | 19       | 20       | 21       | 22       | 23       | 24       |
| 52       | 25       | 26       | 27       | 28       | 29       | 30       | 31       |

| Januar | Januar | Januar | Januar | Januar | Januar | Januar | Januar |
| Kw     | Mo     | Di     | Mi     | Do     | Fr     | Sa     | So     |
| ------ | ------ | ------ | ------ | ------ | ------ | ------ | ------ |
| 52     |        |        |        |        |        |        | 1      |
| 1      | 2      | 3      | 4      | 5      | 6      | 7      | 8      |
| 2      | 9      | 10     | 11     | 12     | 13     | 14     | 15     |
| 3      | 16     | 17     | 18     | 19     | 20     | 21     | 22     |
| 4      | 23     | 24     | 25     | 26     | 27     | 28     | 29     |
| 5      | 30     | 31     |        |        |        |        |        |

| Februar | Februar | Februar | Februar | Februar | Februar | Februar | Februar |
| Kw      | Mo      | Di      | Mi      | Do      | Fr      | Sa      | So      |
| ------- | ------- | ------- | ------- | ------- | ------- | ------- | ------- |
| 5       |         |         | 1       | 2       | 3       | 4       | 5       |
| 6       | 6       | 7       | 8       | 9       | 10      | 11      | 12      |
| 7       | 13      | 14      | 15      | 16      | 17      | 18      | 19      |
| 8       | 20      | 21      | 22      | 23      | 24      | 25      | 26      |
| 9       | 27      | 28      |         |         |         |         |         |

| März | März | März | März | März | März | März | März |
| Kw   | Mo   | Di   | Mi   | Do   | Fr   | Sa   | So   |
| ---- | ---- | ---- | ---- | ---- | ---- | ---- | ---- |
| 9    |      |      | 1    | 2    | 3    | 4    | 5    |
| 10   | 6    | 7    | 8    | 9    | 10   | 11   | 12   |
| 11   | 13   | 14   | 15   | 16   | 17   | 18   | 19   |
| 12   | 20   | 21   | 22   | 23   | 24   | 25   | 26   |
| 13   | 27   | 28   | 29   | 30   | 31   |      |      |

| April | April | April | April | April | April | April | April |
| Kw    | Mo    | Di    | Mi    | Do    | Fr    | Sa    | So    |
| ----- | ----- | ----- | ----- | ----- | ----- | ----- | ----- |
| 13    |       |       |       |       |       | 1     | 2     |
| 14    | 3     | 4     | 5     | 6     | 7     | 8     | 9     |
| 15    | 10    | 11    | 12    | 13    | 14    | 15    | 16    |
| 16    | 17    | 18    | 19    | 20    | 21    | 22    | 23    |
| 17    | 24    | 25    | 26    | 27    | 28    | 29    | 30    |

| Mai | Mai | Mai | Mai | Mai | Mai | Mai | Mai |
| Kw  | Mo  | Di  | Mi  | Do  | Fr  | Sa  | So  |
| --- | --- | --- | --- | --- | --- | --- | --- |
| 18  | 1   | 2   | 3   | 4   | 5   | 6   | 7   |
| 19  | 8   | 9   | 10  | 11  | 12  | 13  | 14  |
| 20  | 15  | 16  | 17  | 18  | 19  | 20  | 21  |
| 21  | 22  | 23  | 24  | 25  | 26  | 27  | 28  |
| 22  | 29  | 30  | 31  |     |     |     |     |

| Juni | Juni | Juni | Juni | Juni | Juni | Juni | Juni |
| Kw   | Mo   | Di   | Mi   | Do   | Fr   | Sa   | So   |
| ---- | ---- | ---- | ---- | ---- | ---- | ---- | ---- |
| 22   |      |      |      | 1    | 2    | 3    | 4    |
| 23   | 5    | 6    | 7    | 8    | 9    | 10   | 11   |
| 24   | 12   | 13   | 14   | 15   | 16   | 17   | 18   |
| 25   | 19   | 20   | 21   | 22   | 23   | 24   | 25   |
| 26   | 26   | 27   | 28   | 29   | 30   |      |      |

| Juli | Juli | Juli | Juli | Juli | Juli | Juli | Juli |
| Kw   | Mo   | Di   | Mi   | Do   | Fr   | Sa   | So   |
| ---- | ---- | ---- | ---- | ---- | ---- | ---- | ---- |
| 26   |      |      |      |      |      | 1    | 2    |
| 27   | 3    | 4    | 5    | 6    | 7    | 8    | 9    |
| 28   | 10   | 11   | 12   | 13   | 14   | 15   | 16   |
| 29   | 17   | 18   | 19   | 20   | 21   | 22   | 23   |
| 30   | 24   | 25   | 26   | 27   | 28   | 29   | 30   |
| 31   | 31   |      |      |      |      |      |      |

| August | August | August | August | August | August | August | August |
| Kw     | Mo     | Di     | Mi     | Do     | Fr     | Sa     | So     |
| ------ | ------ | ------ | ------ | ------ | ------ | ------ | ------ |
| 31     |        | 1      | 2      | 3      | 4      | 5      | 6      |
| 32     | 7      | 8      | 9      | 10     | 11     | 12     | 13     |
| 33     | 14     | 15     | 16     | 17     | 18     | 19     | 20     |
| 34     | 21     | 22     | 23     | 24     | 25     | 26     | 27     |
| 35     | 28     | 29     | 30     | 31     |        |        |        |

| September | September | September | September | September | September | September | September |
| Kw        | Mo        | Di        | Mi        | Do        | Fr        | Sa        | So        |
| --------- | --------- | --------- | --------- | --------- | --------- | --------- | --------- |
| 35        |           |           |           |           | 1         | 2         | 3         |
| 36        | 4         | 5         | 6         | 7         | 8         | 9         | 10        |
| 37        | 11        | 12        | 13        | 14        | 15        | 16        | 17        |
| 38        | 18        | 19        | 20        | 21        | 22        | 23        | 24        |
| 39        | 25        | 26        | 27        | 28        | 29        | 30        |           |

| Oktober | Oktober | Oktober | Oktober | Oktober | Oktober | Oktober | Oktober |
| Kw      | Mo      | Di      | Mi      | Do      | Fr      | Sa      | So      |
| ------- | ------- | ------- | ------- | ------- | ------- | ------- | ------- |
| 39      |         |         |         |         |         |         | 1       |
| 40      | 2       | 3       | 4       | 5       | 6       | 7       | 8       |
| 41      | 9       | 10      | 11      | 12      | 13      | 14      | 15      |
| 42      | 16      | 17      | 18      | 19      | 20      | 21      | 22      |
| 43      | 23      | 24      | 25      | 26      | 27      | 28      | 29      |
| 44      | 30      | 31      |         |         |         |         |         |

| November | November | November | November | November | November | November | November |
| Kw       | Mo       | Di       | Mi       | Do       | Fr       | Sa       | So       |
| -------- | -------- | -------- | -------- | -------- | -------- | -------- | -------- |
| 44       |          |          | 1        | 2        | 3        | 4        | 5        |
| 45       | 6        | 7        | 8        | 9        | 10       | 11       | 12       |
| 46       | 13       | 14       | 15       | 16       | 17       | 18       | 19       |
| 47       | 20       | 21       | 22       | 23       | 24       | 25       | 26       |
| 48       | 27       | 28       | 29       | 30       |          |          |          |

| Dezember | Dezember | Dezember | Dezember | Dezember | Dezember | Dezember | Dezember |
| Kw       | Mo       | Di       | Mi       | Do       | Fr       | Sa       | So       |
| -------- | -------- | -------- | -------- | -------- | -------- | -------- | -------- |
| 48       |          |          |          |          | 1        | 2        | 3        |
| 49       | 4        | 5        | 6        | 7        | 8        | 9        | 10       |
| 50       | 11       | 12       | 13       | 14       | 15       | 16       | 17       |
| 51       | 18       | 19       | 20       | 21       | 22       | 23       | 24       |
| 52       | 25       | 26       | 27       | 28       | 29       | 30       | 31       |

## Ereignisse

### Politik und Weltgeschehen

#### Bayern

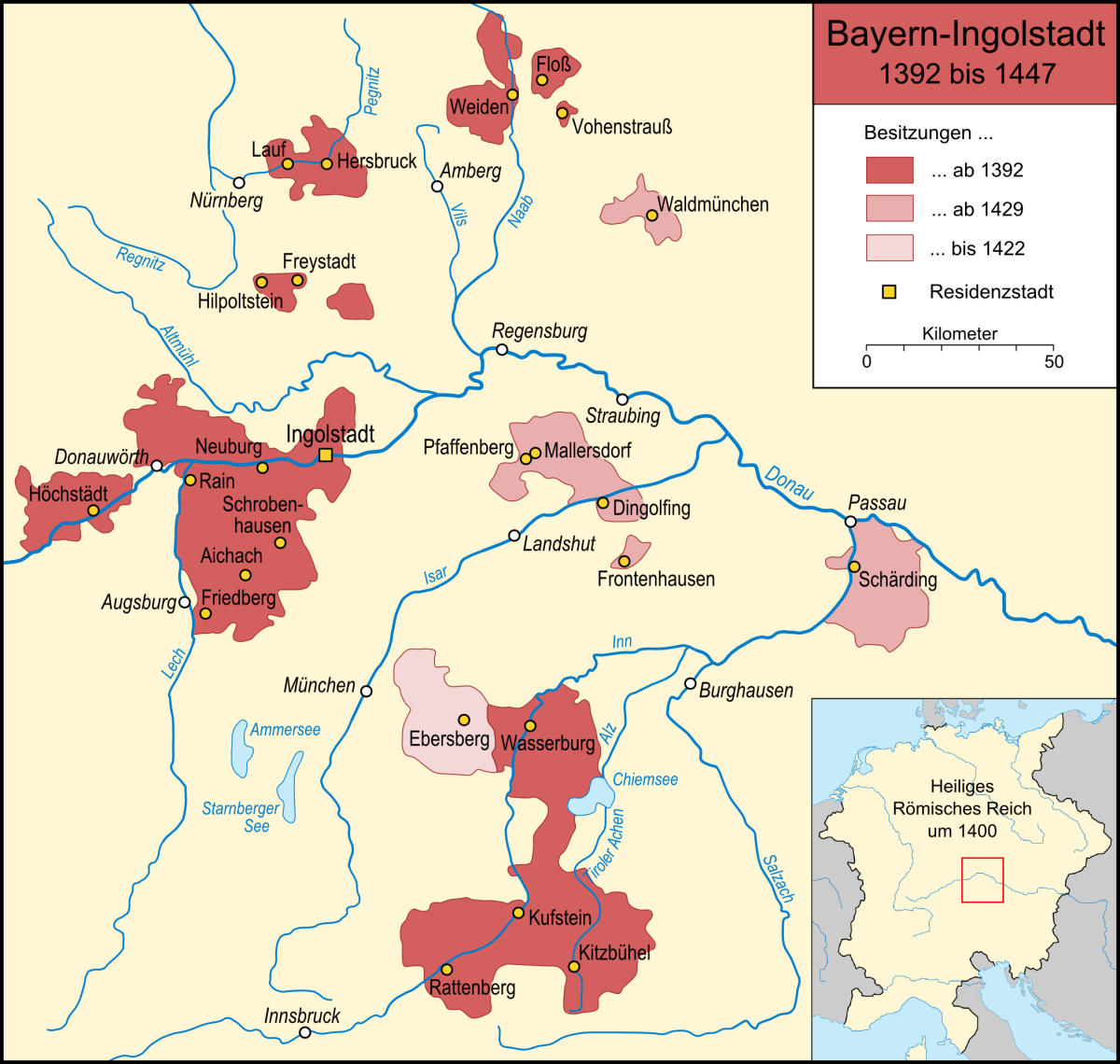
Das Teilherzogtum Bayern-Ingolstadt 1447

Ludwig VII. von Bayern-Ingolstadt stirbt am 1. Mai in der Gefangenschaft seines Vetters Heinrich XVI. von Bayern-Landshut auf der Burg zu Burghausen. Da sein Sohn Ludwig VIII., der ihn in die Gefangenschaft ausgeliefert hat, schon vor zwei Jahren gestorben ist, und der dritte bayerische Herzog Albrecht III. von Bayern-München keine Ansprüche stellt, geht das Herzogtum Bayern-Ingolstadt zur Gänze in den Besitz Heinrichs über. Von der dritten bayerischen Landesteilung von 1392 bleiben damit nur noch zwei Herzogtümer übrig.

#### Mailand

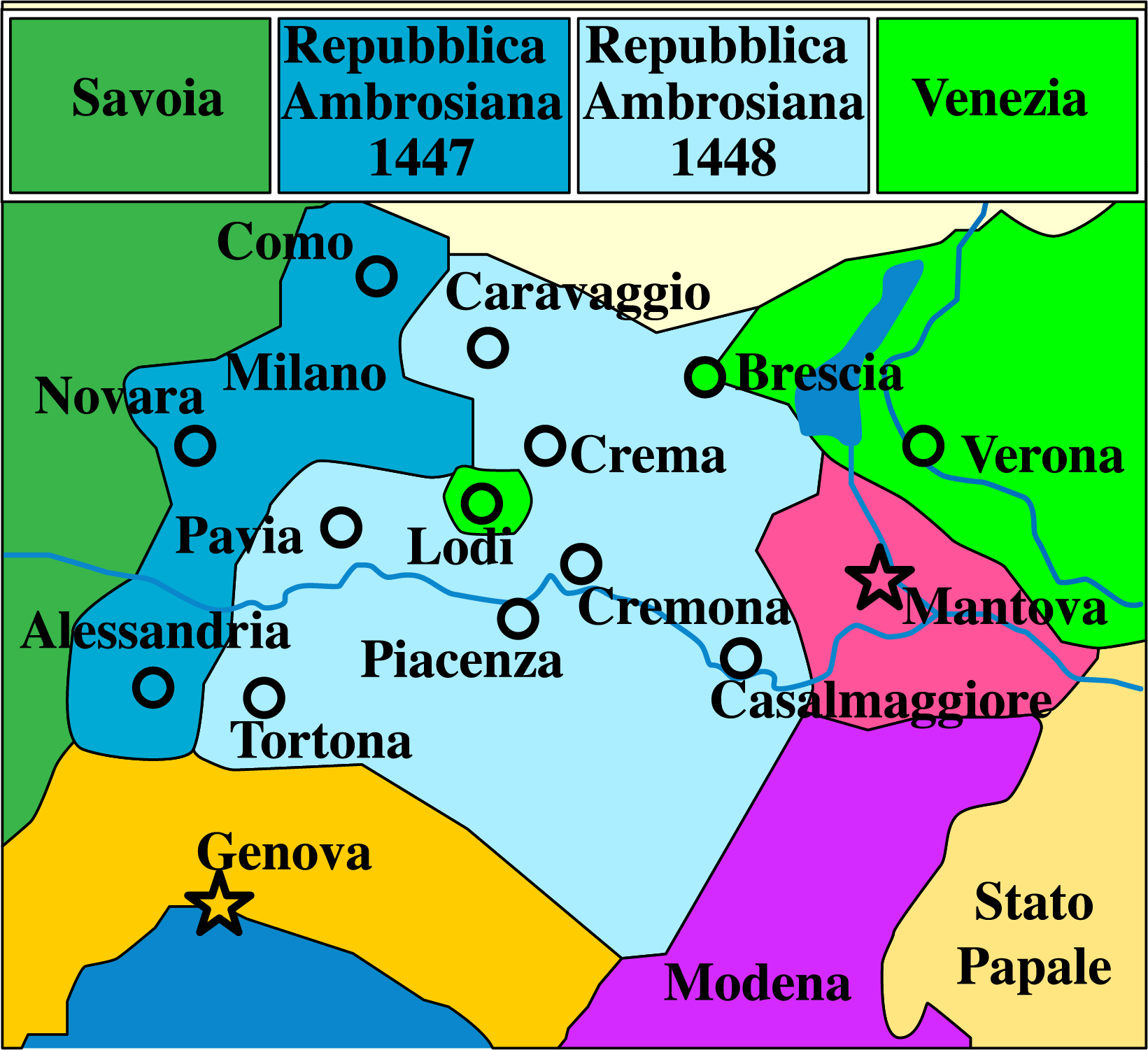
Aurea Repubblica Ambrosiana (blau)

Nach dem Tod von Herzog Filippo Maria Visconti am 13. August wird in Mailand die Goldene Republik Ambrosiana ausgerufen, obwohl es mit Charles de Valois, Herzog von Orléans, dem Sohn von Filippos Schwester Valentina Visconti, einen rechtmäßigen Nachfolger gibt. Die Republik wird jedoch nur bis 1450 Bestand haben, denn auch Francesco I. Sforza, der eine Tochter Filippo Viscontis geheiratet hat, erhebt Anspruch auf die Herrschaft im Herzogtum Mailand und macht sich daran, diesen Anspruch mit Waffengewalt durchzusetzen.

#### Soester Fehde
Die Soester Fehde eskaliert: Landgraf Wilhelm III. von Thüringen führt ein sächsisch-thüringisches Söldnerheer zur Unterstützung des Kölner Kurfürsten Dietrich II. von Moers gegen die aufständische und unter Reichsacht stehende Stadt Soest ins Feld, die unter anderem von Münster, Paderborn und mehreren Hansestädten unterstützt wird. Das Erzbistum Köln bietet sogar eine Einheit von Hussitenkriegern auf, nachdem die Stadt sich unter die Oberhoheit von Adolf II. von Kleve-Mark gestellt hat. Die Truppen überschreiten bei Holzminden die Weser und marschieren brandschatzend und plündernd durch die auf Klever Seite stehende Grafschaft Lippe gegen Lippstadt. Münster, Herford, Paderborn und andere Städte sehen sich aus Furcht vor den Truppen veranlasst, ihre Unterstützung für die Soester Seite zumindest vorläufig aufzugeben. Die Söldner zerstören die Stadt Blomberg nahezu vollständig und belagern im Sommer Lippstadt, ohne die gut verteidigte Stadt jedoch einnehmen zu können. Daraufhin ziehen die Truppen nach Soest. Adolfs Sohn Johann von Kleve leitet selbst die Verteidigung der Stadt, und auch diese Belagerung muss nach kurzer Zeit ergebnislos abgebrochen werden. Beide Seiten beginnen schließlich Friedensbereitschaft zu zeigen und schließen im Winter einen Waffenstillstand.

#### Weitere Ereignisse im Reich
- Mit der Aufzeichnung des Dithmarscher Landrechts vom 13. Februar, mit dem die Dithmarscher – beraten von den Hansestädten – eine feste und sichere Ordnung im eigenen Lande errichten und den Eigeninteressen der nahezu eigenständig handelnden Kirchspiele begegnen wollen, wird gleichzeitig ein Obergericht von 48 auf Lebenszeit eingesetzten Richtern gewählt.
- Die deutsche Hanse beschließt auf dem Hansetag in Lübeck ein Verteidigungsbündnis gegen Feinde (außer dem Heiligen Römischen Reich).

#### Balkan
- Johann Hunyadi, Reichsverweser für Ladislaus Postumus im Königreich Ungarn, führt Truppen gegen die Walachei. Ob der wallachische Fürst Vlad II. Dracul bei den Kämpfen ums Leben kommt oder kurz darauf ermordet wird, ist nicht bekannt.

#### Westeuropa
- August: König Johann II. von Kastilien heiratet in Madrigal de las Altas Torres in zweiter Ehe mit päpstlicher Dispens seine Cousine Isabella von Portugal. Als Johanns Günstling Álvaro de Luna, der die Ehe eingefädelt hat, den Kontakt zwischen den Eheleuten einzuschränken sucht, beginnt ein Machtkampf zwischen ihm und Isabella.

#### Asien

Schāh Ruch, forensische Gesichtsrekonstruktion

Schāh Ruch, Herrscher der Timuriden, stirbt am 13. März auf einem Feldzug gegen einen seiner Enkel im Winterlager zu Rayy. Nachfolger wird sein einziger noch lebender Sohn Ulugh Beg, der bisher als Statthalter in Samarkand fungiert hat und als Astronom berühmt ist. Als Herrscher ist er allerdings weniger erfolgreich, denn die Machtübernahme in Herat verläuft nicht glatt. Sämtliche Prinzen kämpfen in unklaren Fronten gegeneinander, und auch der Loyalität seines Sohnes Abd al-Latif kann er sich auch nicht sicher sein, eine Situation, die von äußeren Feinden ausgenutzt wird, die in das Land einfallen.

#### Urkundliche Ersterwähnungen
- Die Orte Benroth, Breunfeld, Bruchhausen, Gaderoth, Guxmühlen, Haan, Harscheid, Hasenberg, Linde, Niederbreidenbach, Niederbröl, Niederwürschnitz, Oberbreidenbach und Riechenbach werden erstmals urkundlich erwähnt.

### Wissenschaft und Technik

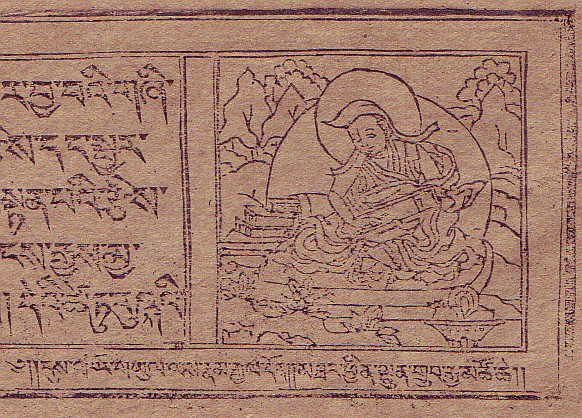
Phugpa Lhündrub Gyatsho rechnet mit dem Sandabakus

Der tibetische Astronom Phugpa Lhündrub Gyatsho vollendet sein wichtigstes Werk padma dkar po'i zhal lung (Unterweisung des (Königs von Shambhala) Pema Karpo). Darin rekonstruiert er die nach der tibetischen Tradition von Buddha gelehrte und später im Kālacakratantra angeblich verfälschte wahre Astronomie und Kalendererrechnung. Damit schafft er die Grundlage für ein Rechensystem, welches für einen Großteil der tibetischen Astronomen zur Erstellung des tibetischen Kalenders, zur Berechnung der Sonnen- und Mondfinsternisse und zur Kalkulation der Bewegung der Planeten einschließlich Sonne und Mond über viele Jahrhunderte hinweg maßgeblich sein wird.
- 1446/47:Die Religionsgeschichte von Lhorong, ein Werk der tibetischen politischen und religiösen Geschichtsschreibung aus der Perspektive eines Angehörigen der Taglung-Kagyü-Schule des tibetischen Buddhismus mit dem Schwerpunkt auf dem östlichen Tibet, wird von Tatshag Tshewanggyel, einem hochrangigen Buddhisten, auf dem Landgut Tatshag Gang in Lhorong verfasst.

### Religion

Wappen Nikolaus V.

Nach dem Tod von Papst Eugen IV. am 23. Februar und dessen Beisetzung im Petersdom findet im Dominikanerkloster Sopra Minerva in Rom das dreitägige Konklave 1447 statt, an dem 18 Kardinäle teilnehmen und an dessen Ende am 6. März Tommaso Parentucelli zum Papst gewählt wird, der sich den Namen Nikolaus V. gibt. Die Wahl gilt allgemein als Überraschung, Nikolaus ist der erste bürgerliche Papst seit mehr als 200 Jahren und gilt als erster Humanist auf dem Papstthron. Die Inthronisation des neuen Papstes erfolgt am 19. März. Der neue Papst muss sich zunächst mit dem auf dem Konzil von Basel im Jahr 1439 gewählten Gegenpapst Felix V. auseinandersetzen.

## Geboren
- 01. Februar(?): Eberhard II., Herzog von Württemberg († 1504)
- 16. Februar: Johann Ludwig von Savoyen, Administrator des Erzbistums von Tarentaise und des Bistums von Genf († 1482)
- 05. April: Katharina von Genua, italienische Mystikerin, katholische Heilige († 1510)
- 30. Oktober: Lucas Watzenrode, Fürstbischof des Ermlandes († 1512)
- 03. Dezember: Bayezid II., Sultan des Osmanischen Reichs († 1512)
- 09. Dezember: Chenghua, chinesischer Kaiser der Ming-Dynastie († 1487)
- 15. Dezember: Albrecht IV. („der Weise“), Herzog von Bayern († 1508)
- Giovanni Antonio Amadeo, italienischer Bildhauer und Baumeister († 1522)
- Borommaracha III., König des siamesischen Reichs von Ayutthaya († 1491)

## Gestorben

### Todesdatum gesichert
- 06. Februar: Ital Reding der Ältere, Schwyzer Landammann (* um 1370)

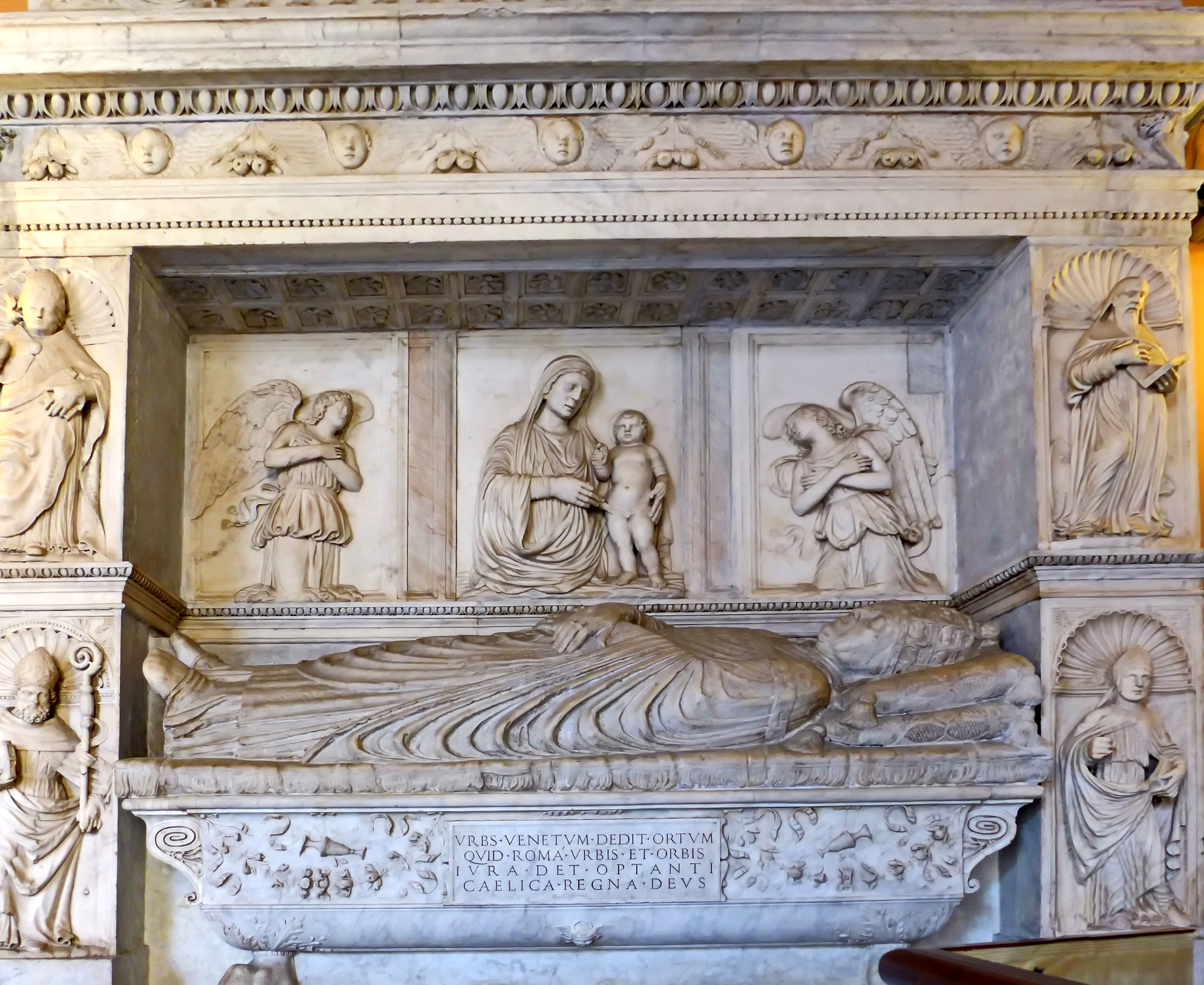
Grabmal Eugens IV. in der Kirche
San Salvatore in Lauro in Rom

- 23. Februar: Gabriele Condulmer, unter dem Namen Eugen IV. Papst (* 1383)
- 23. Februar: Humphrey, Duke of Gloucester, englischer Adeliger und zeitweise Regent von England (* 1390)
- 06. März: Colette von Corbie, französische Äbtissin, Heilige der römisch-katholischen Kirche (* 1381)
- 12. März: Beatrix von Bayern, Gräfin von Pfalz-Neumarkt (* 1403)
- 13. März: Schāh Ruch, Timuriden-Fürst (* 1377)
- 03. April: Niccolò d’Acciapaccio, Kardinal und Erzbischof von Capua (* 1382)
- 11. April: Henry Beaufort, Bischof von Winchester (* 1375)
- 01. Mai: Ludwig VII., Herzog von Bayern-Ingolstadt (* 1368)
- 12. Mai: Hein Hoyer, Hamburger Staatsmann und Bürgermeister (* um 1380)
- 22. Mai: Rita von Cascia, italienische Nonne, Heilige der römisch-katholischen Kirche (* 1381)
- 13. Juli: Costanza Varano, italienische Humanistin, Gelehrte und Schriftstellerin (* 1426)
- 05. August: John Holland, 2. Duke of Exeter, englischer Adeliger (* 1395)
- 09. August: Konrad von Oels, Fürstbischof von Breslau und Oberlandeshauptmann von Schlesien (* 1384)
- 13. August: Filippo Maria Visconti, Regent von Pavia und Herzog von Mailand (* 1392)
- 08. Dezember: Nikolaus von Oldenburg-Delmenhorst, Erzbischof von Bremen(* unbekannt)
- 19. Dezember: Konrad Brekewoldt, Bürgermeister von Lübeck (* 1350)

### Genaues Todesdatum unbekannt
- Vlad II. Dracul, Fürst der Walachei (* 1395)